# Nakajima Ki-84 Hayate
Nakajima Ki-84 Hayate (zavezniško kodno ime Frank) je bilo japonsko lovsko letalo druge svetovne vojne.

## Začetek proizvodnje
Letalo so začeli izdelovati poleti 1944 in se je prvič pojavilo na kitajskem bojišču.Letalo je bilo narejeno iz potrebe po hitrem in dobro oboroženem lovcu, ki bi se lahko kosal z zavezniškimi. Japonci so hkrati potrebovali tudi dobro lovsko letalo z močnim motorjem, ki bi ustavil pritiske ameriških bombnikov na domovino. Nastalo je, po mnenju mnogih, najboljše japonsko lovsko letalo druge svetovne vojne.

## Uspehi letala
Letalo je bilo ljubljenec pilotov, ki so z njim leteli, čeprav je bil zaradi nekoliko slabšega podvozja za neizkušene pilote lahko poguben. Razlogi za slabšo končno kakovost letala so bili predvsem v hitri proizvodnji. Kljub temu je bilo to letalo edino, ki je združevalo vse lastnosti dobrega lovca. Bilo je okretno, hitro, dobro oboroženo in oklepljeno ter se je hitro vzpenjalo in spuščalo. 
Najbolj uspešno je bilo pri obrambi Filipinov kamor je bila poslanih večina eskadronov opremljenih s temi letali.

## Različice
- Ki-84 - prototip
- Ki-84 Ia Hayate - serijski lovec
- Ki-84 Ib (Mark Ib) - oborožitev: 4 topovi Ho-5 kalibra 20 mm
- Ki-84 Ic (Mark Ic) - lovec na bombnike, oborožitev: dva topa Ho-5 kalibra 20 mm ter en top Ho-105 kalibra 30 mm
- Ki-84 Ia (Manshu Tip) - lovec izdelovan v obratih podjetja Nakajima v Mandžukuu pod licenco
- Ki-84 N/P/R - lovci izdelani za velike višine
- Ki-106 - prototip izdelan v celoti iz lesa
- Ki-113 - prototip podoben Ki-84 Ib, le da je bil izdelan iz jekla
- Ki-116 - opremljen z motorjem Mitsubishi 62(Ha-33), 1,500 KM (1,120 kW)
- Ki-117 - redizajniran Ki-84 N.